# 維多利亞下冰川
77°18′S 162°40′E / 77.300°S 162.667°E
維多利亞下冰川是南極洲的冰川，位於維多利亞地，與威爾遜皮德蒙特冰川匯流，以威靈頓維多利亞大學命名，現時由南極條約體系管理。